# Baveno
Baveno (en piémontais Bavèn) est une commune italienne de la province du Verbano-Cusio-Ossola, dans la région Piémont en Italie. Elle se situe au bord du lac Majeur.

## Géographie
Les communes limitrophes de Baveno sont Gravellona Toce, Stresa et Verbania.
Les frazioni de la commune sont Feriolo, Loita, Oltrefiume, Romanico et Roncaro.
La bavénite, un minéral aluminosilicate découvert à Baveno, dans la carrière Locatelli en 1901, est nommé selon sa localité type.

## Culture
“Un salto nel Passato” (Un saut dans le passé) est un événement pittoresque de la province du Verbano Cusio Ossola qui se déroule à Baveno durant la période de Noël.

## Patrimoine
- La villa Henfrey-Branca, construite entre 1870 et 1872 par l'ingénieur anglais Charles Henfrey[3].
- La villa Brandolini D'Adda, érigée au XVIe siècle sur les restes d'un ancien cloître[4].
- La villa Barberis

## Administration
| Période                                  | Période | Identité           | Étiquette | Qualité |
| ---------------------------------------- | ------- | ------------------ | --------- | ------- |
| juin 2015                                | 2020    | Maria Rosa Gnocchi |           |         |
| Les données manquantes sont à compléter. |         |                    |           |         |

### Jumelage
- In-Nadur (Malte)

## Personnalités liées à la commune
- Gianfranco Lazzaro (1930-2018), écrivain et président du prix Stresa né à Baveno